# 穆海莱卜家族
穆海莱卜家族（Muhallabids）是一个在伍麦叶王朝中期显赫，并在阿拔斯王朝早期达到家族巅峰的阿拉伯家族。家族成员曾统治过巴士拉和伊夫起亚（Ifriqiya）。
家族权力的奠基人是穆海莱卜和他的儿子耶齐德·伊本·穆海莱卜。耶齐德曾任呼罗珊和伊拉克的总督，720年，他在巴士拉领导了一次不成功的反伍麦叶王朝的暴动。尽管耶齐德失败死亡，家族在巴士拉仍然具有很大影响力，并投身之后的阿拔斯革命。尽管一些家族成员支持穆罕默德·拿法斯的阿里派暴动失败，阿拔斯王朝仍对穆海莱卜家族的支持给予回报，他们被任命为巴士拉和阿瓦士总督，尤其是阿非利加总督。穆海莱卜家族从768年至795年不间断的统治着阿非利加。在他们的统治下，阿非利加迎来了一个繁荣时期， 通过扩大灌溉系统繁荣了当地的农业。穆海莱卜家族在当地享有极大的自治权，在面对柏柏尔人的袭击时，仍能保持阿拉伯的统治。然而，他们没能阻止摩洛哥的伊德里斯王朝和阿尔及利亚中部的Rustamid王朝的形成。 
在伊斯兰第四次内战中，家族衰落了，传统的阿拉伯勋贵家族被哈里发马蒙所支持的突厥、伊朗新贵边缘化。10世纪时，家族后裔中有一位阿布·穆罕默德，曾经担任白益王朝埃米尔Mu'izz al-Dawla的维奇尔。
 